# Edeltraut Knehr
Edeltraut Knehr (* 7. Januar 1904 in Lauf an der Pegnitz; † 18. Dezember 1989 in Stuttgart) war eine deutsche Pädagogin und Psychologin. Sie war eine Vorreiterin einer neuen Art von Pädagogik.

## Leben und Karriere
Edeltraut Knehr studierte Psychologie, Religionswissenschaft, Philosophie und das während der Zeit des Nationalsozialismus vorgeschriebene Fach Rassenkunde in Leipzig und Tübingen. 1944 schloss sie ihr Psychologiestudium in Tübingen ab und wurde an der Universität Tübingen zum Dr. phil. promoviert. Ihre sozialpädagogische Arbeit begann Knehr als Kindergärtnerin und Hortnerin. Dazu machte sie eine Weiterbildung als Jugendleiterin und Werklehrerin im Pestalozzi-Fröbel-Haus in Berlin. Knehr arbeitete danach als Dozentin an der Stuttgarter Akademie für Tiefenpsychologie und analytische Psychotherapie e.V. mit den Schwerpunkten Projektive Test in Expertise, Training der Eltern und Tiefenpsychologie. Zudem fungierte sie sieben Jahre lang als Gutachterin für die Erziehungsberatung und die Poliklinik.  
Sie erkannte die Notwendigkeit der Prophylaxe in ihrem Arbeitsbereich und begann 1968 mit dem Aufbau von Lehrgängen für Elternseminarleiter. Im Jahr 1949 gründete sie die „Elternschule“ und leitete diese. Ab 1963 war sie Herausgeberin der halbjährlich erscheinenden Zeitschrift Wachsende Partner, die aus Gesprächen mit Eltern entstand, und für die sie eine Reihe von Aufsätzen schrieb. Auf Knehrs Initiative gehen weitere Elternschulen und Elternseminare zurück. Über Jahre hinweg hielt sie in verschiedenen Städten regelmäßig Vorträge über Erziehungsfragen und das Zusammenleben in der Familie. 

## Auszeichnungen
- 1986: Bundesverdienstkreuz am Bande[2]

## Schriften (Auswahl)
- Das Märchen in der weltanschaulich-religiösen Erziehung. Dissertation, o. O. 1944.
- Konflikt-Gestaltung im Scenotest. Reinhardt, München 1961 (mit e. Anh. über d. Arbeit mit Gunne's Puppen-Leuten).
- Erziehen in Freiheit zur Ordnung. Bonz, Stuttgart 1965.
- Von Eltern für Eltern. Bonz, Stuttgart 1965, 4. Auflage 1971, ISBN 3-87089-120-3.
- Nutzanwendungen aus der Arbeit der Elternschule des Institut für Psychotherapie und Tiefenpsychologie Stuttgart. Stuttgart 1965.
- Praktische Psychologie im Erziehungsalltag. Kindle, 1965.
- Von Kindern lernen. Furche-Verlag, Hamburg 1972, ISBN 3-7730-0063-4.
- mit Käte Krüger: Konzentrationsstörungen bei Kindern. Bonz, Stuttgart 1976, 6. Auflage 1989, ISBN 3-87089-136-X.
- mit Volkmar von Richthofen: Ich will aber nicht so leben wie ihr! Ansätze zur Verständigung zwischen jungen Leuten und ihren Eltern. Kreuz-Verlag, Zürich 1981, ISBN 3-268-00005-3.
- mit Käte Krüger: Praktische Hilfen für den Erziehungsalltag. Konzentrationsstörungen bei Kindern. Verhütung und Überwindung. Bonz, Stuttgart 1999, ISBN 387089136X.
- als Hrsg.: Zeitschrift Wachsende Partner, Stuttgart ab 1973.